# Comté de Warrick
Le comté de Warrick  est un comté de l'État de l'Indiana, aux États-Unis. Il comptait 59 689 habitants en 2010. Son siège est Boonville.